# Esglèsia Parroquial de Sant Lluís Beltràn (València)
L'església de Sant Lluís de Bertrán és un temple que es troba al barri de la Font de Sant Lluís, a la ciutat de València. Està dedicada a Sant Lluís de Bertrán, qui dona nom al barri on està situat. Presenta una catalogació com a Bé de Rellevància Local amb IGPCV 46.250-9999-000129, segons consta en catàleg de béns protegits de la Generalitat Valenciana.

## Història de la parròquia
L'església s'edifica l'any 1608 per a commemorar la beatificació de Sant Lluís de Bertrán pel papa Paulo V. Es va construir en el mateix terreny on s'havia aixecat anteriorment una ermita en l'horta de Ruzafa, on segons la tradició es trobava una font amb propietats curatives que haurien ajudat al sant.
En 1902 va ascendir a la categoria de parròquia per això va ser renovada amb la finalització de la façana i la torre campanar l'any 1909. Durant la Guerra Civil Espanyola va ser utilitzada com a dipòsit de municions per això va requerir una restauració posterior.

## Història del Sant
Sant Lluís Beltrán va ser un destacat sant espanyol de l'Orde dels Dominics, canonitzat pel papa Climent X en 1671. Nascut l'1 de gener de 1526 a València, va ingressar al convent dels dominics en 1544 i es va destacar com a missioner a Amèrica.
És allí on va ser triat Prior del convent de Santo Domingo en Santa Fe de Bogotà en 1568, va enfrontar la crueltat i abusos dels conqueridors.
Va sol·licitar el trasllat a Europa a causa de les dificultats en la seva labor missionera, ja a València es va dedicar a ensenyar a novicis. Segons la tradició, va beneir una font en 1579, que es va considerar miraculosa i va donar nom al barri de la Font de Sant Lluís. La seva devoció popular es manifesta en relats de miracles, com posar fi a sequeres, fer que un arbre doni fruits instantàniament, caminar sobre aigües i realitzar prodigis.

## Descripció

### Interior

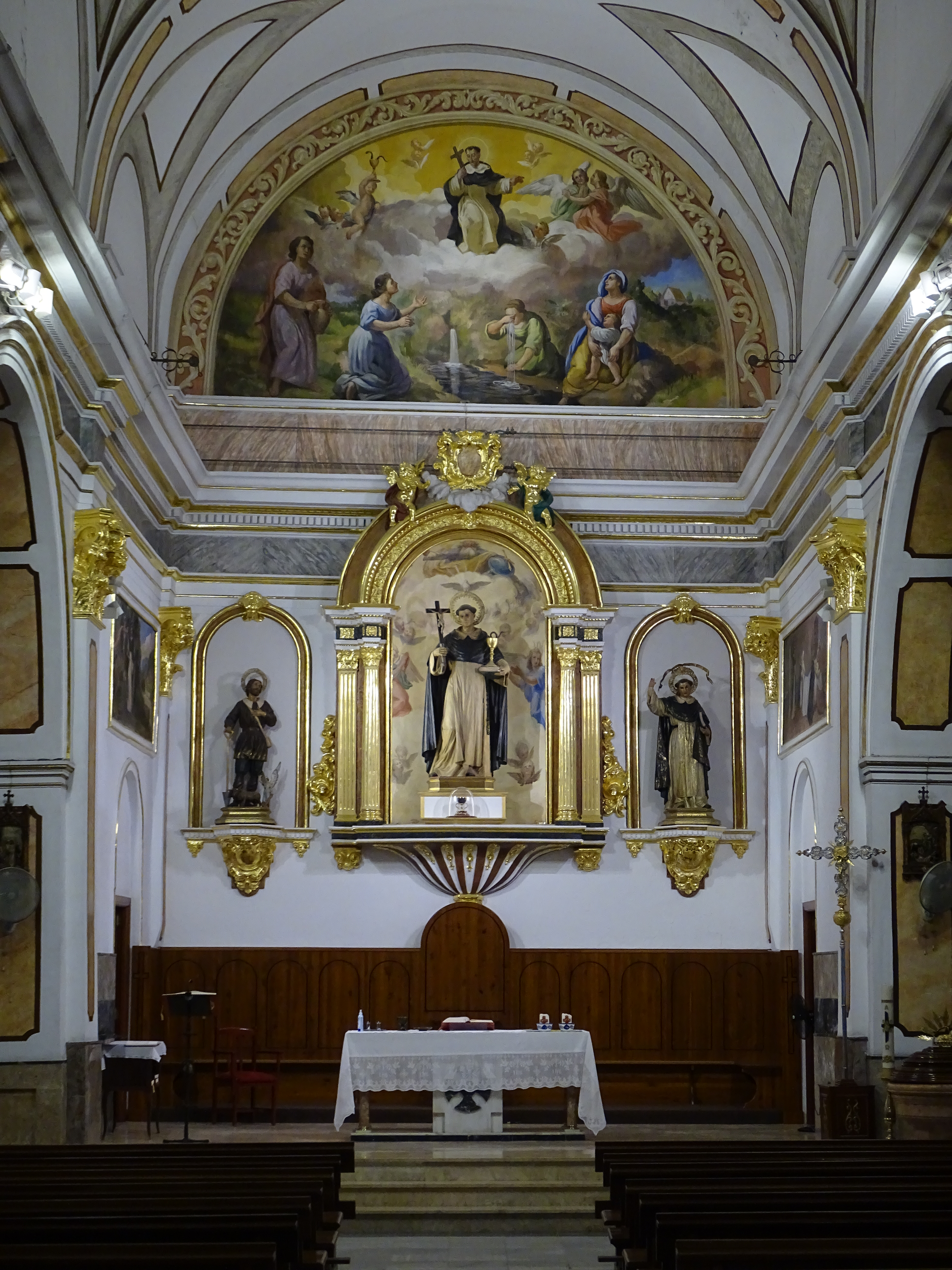

Presenta planta rectangular amb tres naus amb capelles laterals i un cor alt, el transsepte no sobresurt en planta. Es cobreix la nau central amb voltes de canó amb arcs fajones que descansen en un entaulament recolzat en pilastres amb capitells d'ordre corinti. En el seu interior presenta un revestiment neobarroc de yesería, albergant pintures murals de 1941 de Remigio Soler Tomás que representen escenes de la vida i miracles de Sant Lluís de Bertrán. En el centre del presbiteri trobem l'Apoteosi de Sant Lluís Bertrán, a l'esquerra El miracle de la pistola i en el costat oposat La mort de Sant Lluís Bertrán. En la nau lateral esquerra presenta als peus una pintura mural del Bateig de Crist. En l'altar major hi ha un mural on es representa a Sant Lluís Bertrán, Sant Vicent Ferrer i Sant Isidoro Labrador.

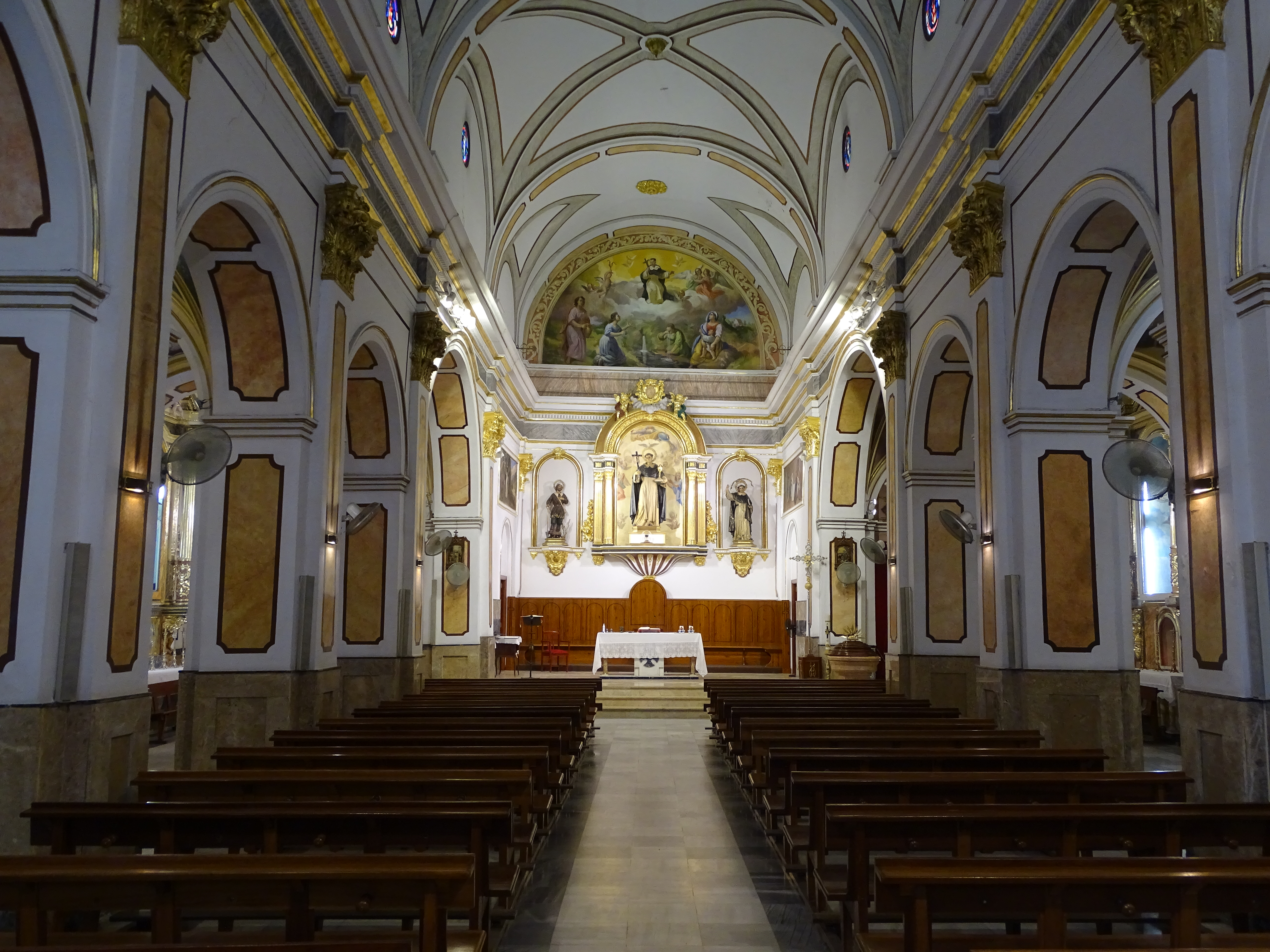

En les naus laterals alberguen les capelles de (esquerra a dreta):
1. La Verge dels Desemparats
2. La Verge del perpetu socors
3. La dolorosa
4. La Verge de la Rosada
5. La Verge del Carme
6. La Immaculada Concepció
7. Sant Antoni
8. San Miguel Arcàngel
9. sant Antoni Abat
10. Sant Josep
11. El cor de Jesús

### Exterior

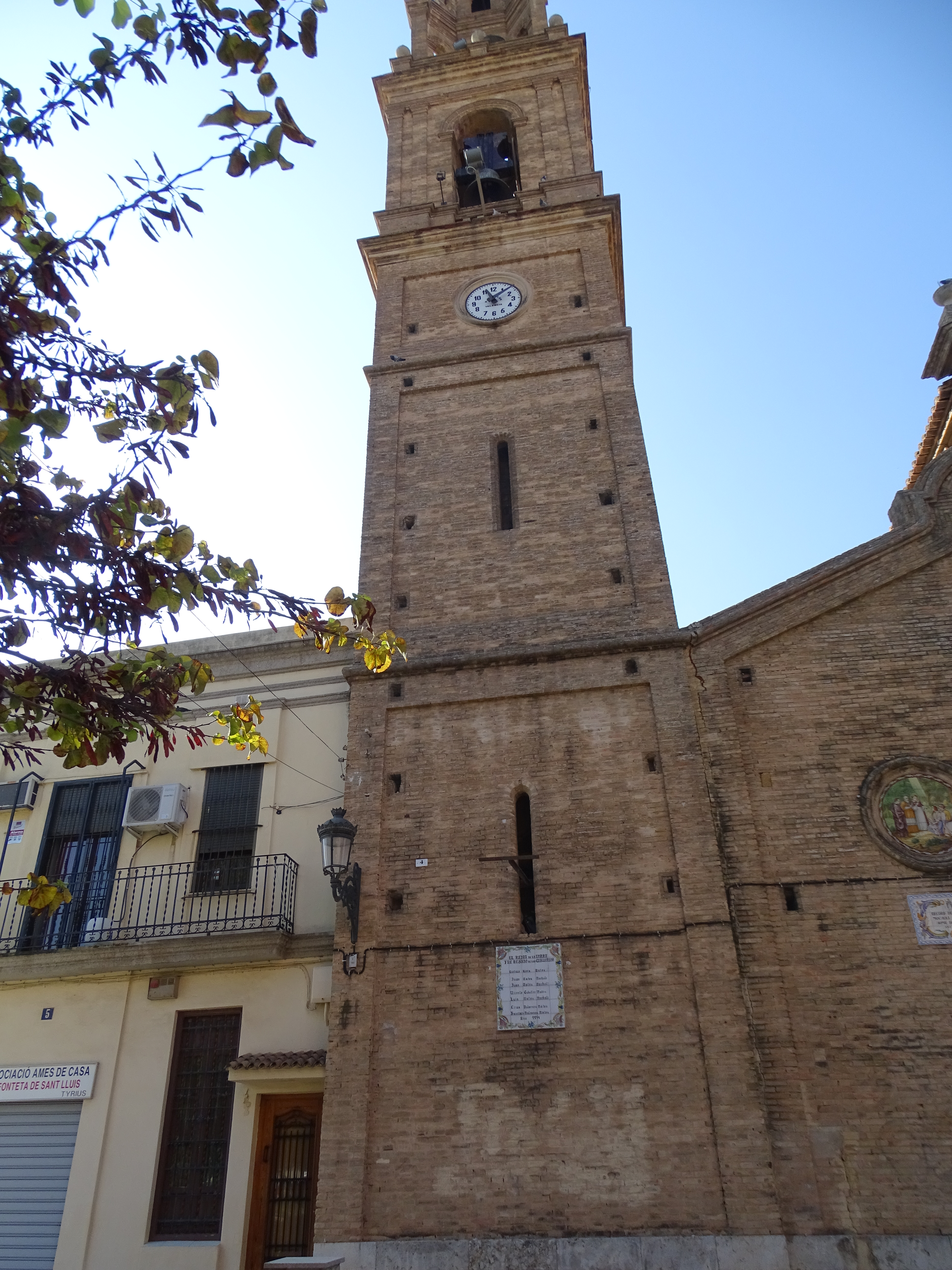

La torre campanar és obra de fray Mateo Company, destaca el rellotge i una sala de campanes. El rellotge destaca perquè permetia conèixer l'hora des de qualsevol punt perquè hi havia un de cada costat del campanar quadrangular. Més amunt s'obre una terrassa amb balustrada i un templet on alberga les campanes. Al costat de la façana hi ha un edifici que va ser residència del rector, actualment aquesta dedicat a una associació de mestresses de casa.
En el primer pis de la torre del campanar hi ha un taulell que ens diu que aquest rellotge va ser un regal dels clavaris l'any 1974, al costat de 7 noms.
Es troba una plaça enfronti al temple coronada per una creu de ferro, datat de 1832 per la inscripció del sòcol. En la part esquerra hi ha una casa de l'horta del primer terç del segle xx, actualment es troba en un estat perjudicial. En el costat oposat hi ha un jardí de reduïda grandària, delimitat per una balustrada.

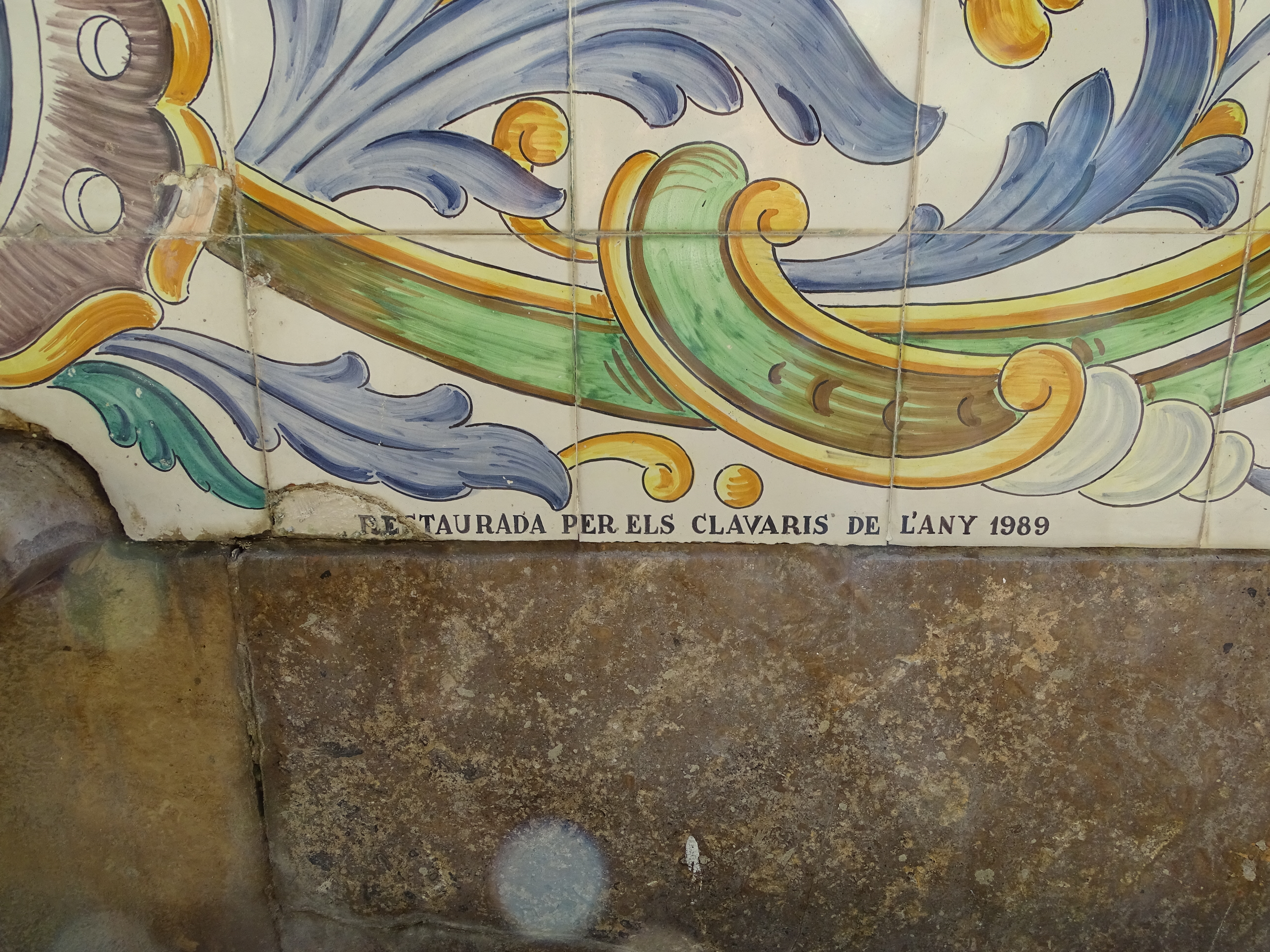

En el qual destaca la fuenteque dona nom al barri, posseeix una inscripció en el costat dret de taulell decoratiu que dicta el següent: Restaurada per els clavaris de l'any 1989. L'escena aquesta presidida per 4 personatges recollint l'aigua de la font beneïda, damunt d'ells i de menor grandària el Sant amb una creu a la mà. Actualment, la font aquesta en funcionament per a ús públic del barri de la Fonteta.

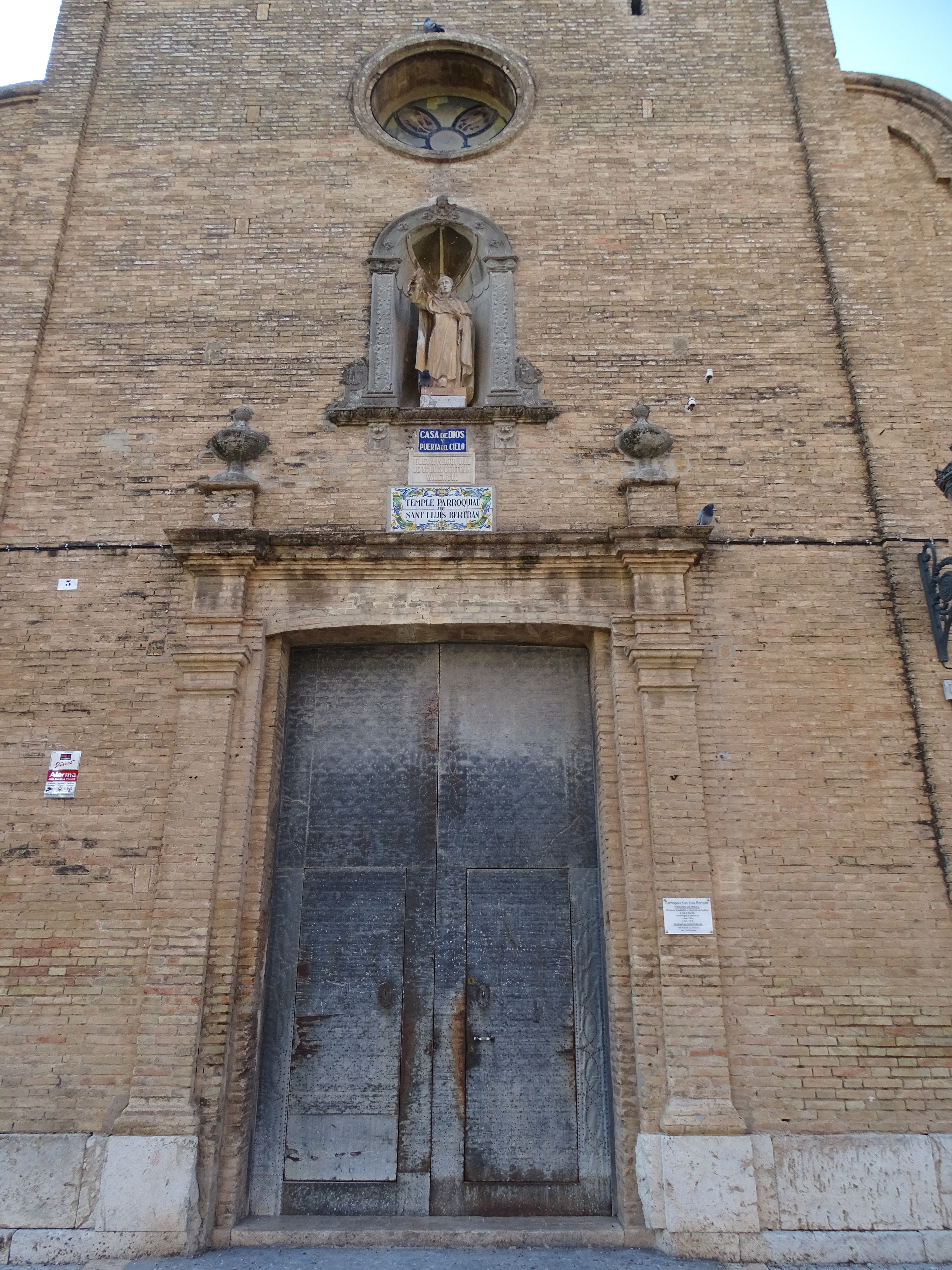

Les portes del temple son de ferro i s'emmarquen en un cos amb dues pilastres d'ordre dòric amb llinda llisa. En l'entrada principal esmentada abans, trobem en la part superior diverses inscripcions que ens donen el nom de l'església parroquial. Presidint la façana trobem un nínxol amb una escultura exempta de Sant Lluís Beltrán aixecant la mà, sostindria una creu ja perduda. La decoració vegetal es fa present en el nínxo, com en les pilastres i en la clau de l'arc es representa el bust d'un àngel. Les portes del temple són de ferro i s'emmarquen en un cos amb dues pilastres d'ordre dòric amb llinda llisa.